# Flaschenpost an meinen Mann
Flaschenpost an meinen Mann ist eine deutsche Tragikomödie von Sibylle Tafel aus dem Jahr 2013 mit Melika Foroutan in der Hauptrolle.

## Handlung
Die Tanzlehrerin Susanne steckt nach zehn Jahre Ehe inmitten einer Beziehungskrise mit ihrem Mann, dem Tanzstudiobetreiber Till. Sie taucht sich mit ihrer besten Freundin Vivien aus, die ihr rät, eine Flaschenpost zu schreiben. So geht Susanne an die Spree und schreibt sehnsüchtige Zeilen auf ein Blatt Papier, das sie in eine leere Flasche steckt und auf dem Wasser treiben lässt. Wenige Tage später meldet sich per E-Mail anonym ein Mann bei ihr, von dem sie sich verstanden fühlt. Sie ahnt nicht, dass ausgerechnet Till die Flasche aus dem Wasser gefischt hat und er der anonyme Schreiber ist. Auch Till lebt auf, da er seine Gefühle zwanglos äußern kann und ihm jemand „zuhört“, denn auch er hat keine Ahnung, wem er da schreibt. Susanne will den „Unbekannten“ unbedingt kennenlernen und vereinbart mit ihm ein Treffen. Doch als sie im Park Till sieht, versteckt sie sich vor ihm, damit er sie nicht mit dem „Unbekannten“ überraschen kann. Till wiederum wartet nun vergeblich auf sein „Date“ und ist sehr enttäuscht. Da Susanne inzwischen mit ihrem E-Mail-Account technische Problem hat, kann sie dem „Unbekannten“ nicht erklären, warum sie nicht zu dem vereinbarten Treffen erschienen ist. Somit ist Till verwundert, warum sich seine Flaschenpost-Absenderin einfach nicht mehr meldet.
Während beide ihrem Traum der neuen anonymen Bekanntschaft hinterherjagen, beginnt ihre Ehe zu zerbrechen. Till vertraut sich Susannes Freundin an und erfährt nun, dass die Flaschenpost von Susanne stammt und er sich somit in seine eigenen Frau verliebt hat. Insgeheim hatte er nie wirklich aufgehört, sie zu lieben, ihr dies aber viel zu selten gesagt. Das holt er nun nach und stellt ihr eine Flaschenpost mit einer Liebeserklärung vor die Tür. Susanne ist davon sehr angetan und sie sprechen sich endlich aus. Schließlich wissen sie ja nun auch beide, durch ihre E-Mails, was ihnen in ihrer Ehe gefehlt hatte und was sie nun besser machen sollten.

## Hintergrund
Flaschenpost an meinen Mann wurde unter dem Arbeitstitel Flaschenpost – Mr. Right vom 10. Juli 2012 bis zum 9. August 2012 in der Landeshauptstadt Berlin gedreht. Produziert wurde der Film von der Ziegler Film.

## Kritik
Rainer Tittelbach von Tittelbach.tv schrieb: „Zehn Jahre Ehe, gemeinsames Arbeiten in der Tanzschule: Der Alltag hat die Liebe eines Paares aufgefressen oder?! Da kann ein Flirt per Internet zur echten Herzenssache werden. Endlich wieder ‚Bauchschmerzen vor Liebe‘. Und wenn's am Ende der eigene Partner ist: doppelt schön! ‚Flaschenpost für meinen Mann‘ startet mit Fremdschäm-Romantik, doch Straka und Tafel bekommen recht bald die Kurve zur erwachsenen Romantic Comedy. Sehr gut besetzt, Klasse-Sidekicks, solide getimter Mix aus Chaos, Komik, Romantik, Tragik.“
Der Deutsche Filmdienst urteilte: „Ebenso fadenscheinige wie vorhersehbare romantische (Fernseh-)Komödie um Formen der Kommunikation, die davon erzählt, dass das Glück oft näher ist als man glaubt.“
Kino.de nannte den Film kurz und passend: „Mischung aus E-Mail für Dich und Message in a Bottle“.
Die Kritiker der Fernsehzeitschrift TV Spielfilm zeigten mit dem Daumen zur Seite und vergaben für Humor und Spannung je einen von drei möglichen Punkten. Sie fanden, „wie die Sache ausgeht, ist nicht schwer zu erraten. Der Weg dorthin ist aber dank sympathischer Nebenfiguren (u. a. Michael Gwisdek) unterhaltsam.“ und resümierten: „Ach ja – was für unbelehrbare Romantiker“.